# Russula atropurpurea
Russula atropurpurea (Julius Vincenz von Krombholz, 1845 ex Max Britzelmayr, 1893) din încrengătura Basidiomycota în familia Russulaceae și de genul Russula, denumită în popor oițe (oiță), este o  specie de ciuperci comestibile care coabitează, fiind un simbiont micoriza (formează micorize pe rădăcinile arborilor). Ea se poate găsi în România, Basarabia și Bucovina de Nord oriunde, crescând solitară sau în grupuri mai mici în păduri de foioase și în cele mixte, preponderent sub carpeni, fagi și stejari, preferind soluri mai acre, nisipoase, silicoase și brune. Diverse variați se dezvoltă și în păduri de conifere. Soiul apare de la câmpie la munte, din iulie până în octombrie (noiembrie).

## Taxonomie
Numele binomial a fost stabilit ca Agaricus atropurpureus de către micologul austriac Julius Vincenz von Krombholz, de verificat în volumul 9 al marii sale opere Naturgetreue Abbildungen und Beschreibungen der essbaren, schädlichen und verdächtigen Schwämme din 1845.
Micologul german Max Britzelmayr a transferat specia corect la genul Russula sub păstrarea epitetului în jurnalul botanic Botanisches Centralblatt nr. 54 din 1893.
Trebuie menționat, că soiul a fost descris în multe variații, datorită variabilității lui mari în culori, fiind forte greu de diferențiat chiar de specialiști și parțial puse în întrebare. Exemple:
| - Russula furcata var. ochroviridis Cooke (1889) - Russula rubra var. sapida Cooke (1889) - Russula rosacea f. alutaceomaculata Britzelm. (1893) - Russula atropurpurea var. depallens (Pers.) Rea (1922) - Russula depallens var. atropurpurea Melzer & Zvára (1927) - Russula atropurpurea f. dissidens Zvára (1931) - Russula atropurpurea f. pantherina Zvára (1931) | - Russula atropurpurea var. alutaceomaculata (Britzelm.) Singer (1932) - Russula atropurpurea var. atropurpurella Singer (1932) - Russula atropurpurea var. atropurpuroides Singer (1932) - Russula atropurpurea var. bresadolae (Schulzer) Singer (1932) - Russula atropurpurea var. krombholzii Singer (1932) - Russula atropurpurea var. fuscovinacea (J.E.Lange) Reumaux (1996) |

Aceste variații precum toate celelalte încercări de redenumire nu sunt folosite aproape niciodată și astfel pot fi neglijate.

## Descriere

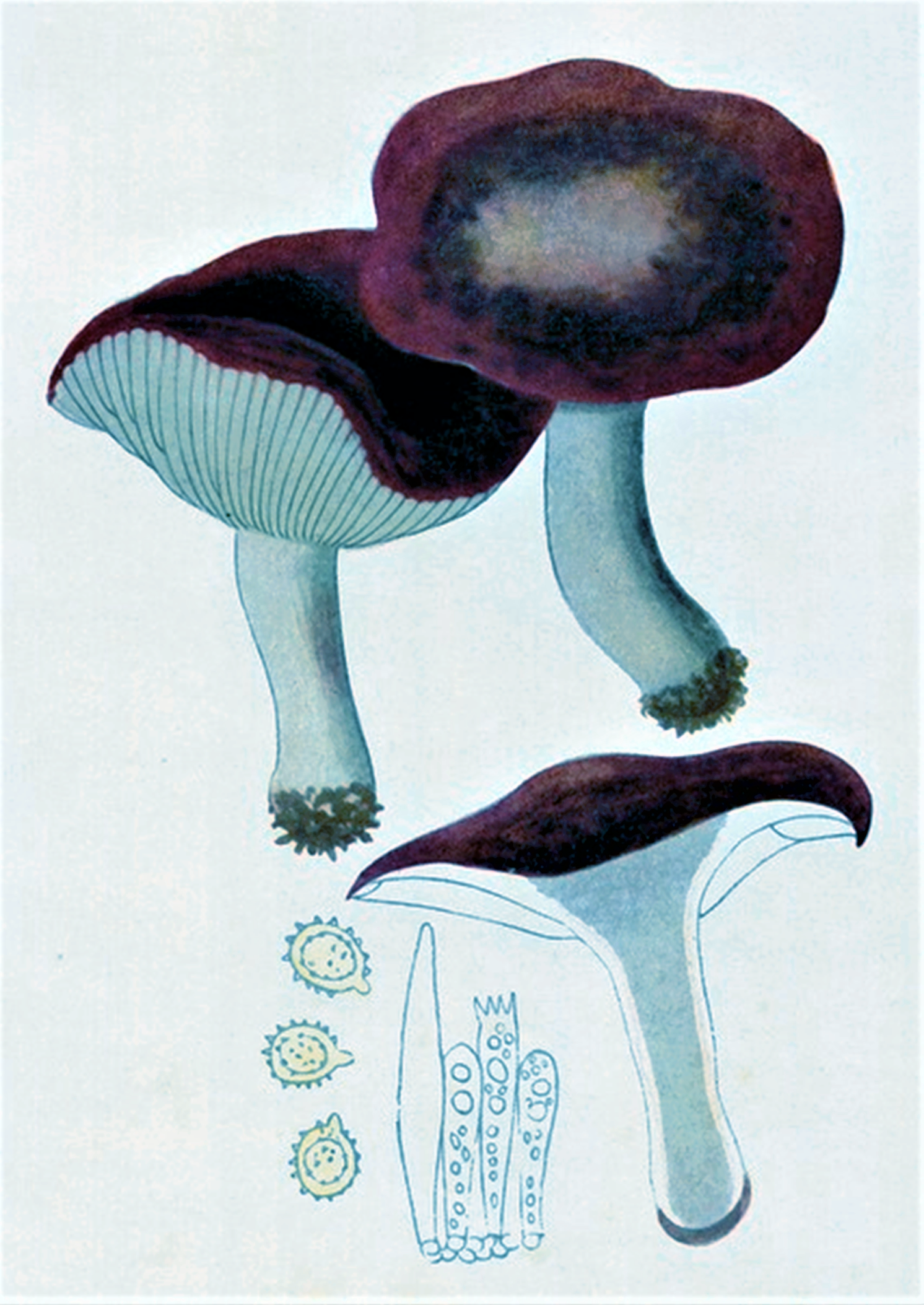
Bres.: Russula depallens

- Pălăria: este de mărime medie pentru ciuperci plin dezvoltate cu un diametru de aproximativ 6-10 (12) cm, inițial semisferică cu marginea răsfrântă spre picior, apoi boltită, în sfârșit plată, regulată, slab adâncită în centru și cu margini atunci lobate dar niciodată canelate. Cuticula este netedă și mătăsos lucioasă, la umezeală unsuroasă și lipicioasă. Prezintă o mare varietate în culori: arămiu, ocru-maroniu, brun-roșiatic, brun-vinaceu, brun-purpuriu, violet închis, închis purpuriu sau negricios-purpuriu, spre mijloc câteodată în tonalități mai vii, câteodată de culoare mai deschisă. Are zone decolorate aproape albicioase, diferite în întindere. Cuticula poate fi îndepărtă pe o treime.
- Lamelele:  sunt dese, fragile și sfărâmicioase, numai ocazional bifurcate, nu prea înalte și rotunjit aderente la picior, aproape libere. Coloritul este pentru mult timp albicios, devenind cu timpul crem-deschis până la galben de pai, la bătrânețe cu pete ruginii.
- Piciorul: are o înălțime de 4-7 cm și o lățime de 1-2 cm, fiind cilindric, neted, plin, consistent, însă fragil și ușor îngroșat la bază. El este alb, dar capătă în vârstă pete ruginii, spre bază chiar brune. Nu prezintă un inel.
- Carnea: este albicioasă, la umezeală gri, densă, cărnoasă și fragilă. Mirosul este fructuos, plăcut de mere, iar gustul, în primul moment destul de iute, se pierde repede. Nu se colorează la contact cu aerul.[5][6]
- Caracteristici microscopice: are spori cu o mărime de 9-11 x 8-10 microni care sunt ovoidali până aproape sferici, acoperiți de mulți negi destul de înalți (de până la 0,5 μm). Culoarea pulberii lor este albicioasă. Basidiile cu 4 sterigme de 6,5–7,5 μm fiecare sunt clavate și măsoară 40-45 x 10-12 microni, iar cistidele (elemente sterile situate în stratul himenal sau printre celulele din pielița pălăriei și a piciorului, probabil cu rol de excreție) fusiforme cu 60-70 x 7-12 microni, pleurocistidele (cistide situate în himenul de pe fețele lamelor), având o lățime de 6–10 μm, fiind în vârf variabile, preponderent rotunjite sau cu un apendicul de până la 2 μm.[1][10]
- Reacții chimice: Lamelele se decolorează cu anilină brun-portocaliu,carnea cu anilină de fenol roșu, apoi negru, cu Hidroxid de potasiu ocru-brun, cu fenol brun-roz, cu naftolul α gri-violet, cu sulfat de fier gri-roșiatic și lamelele cu sulfoformol albastru.[11]

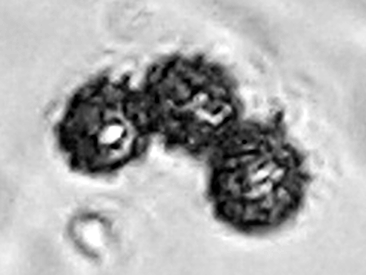
R. atropurpurea, spori
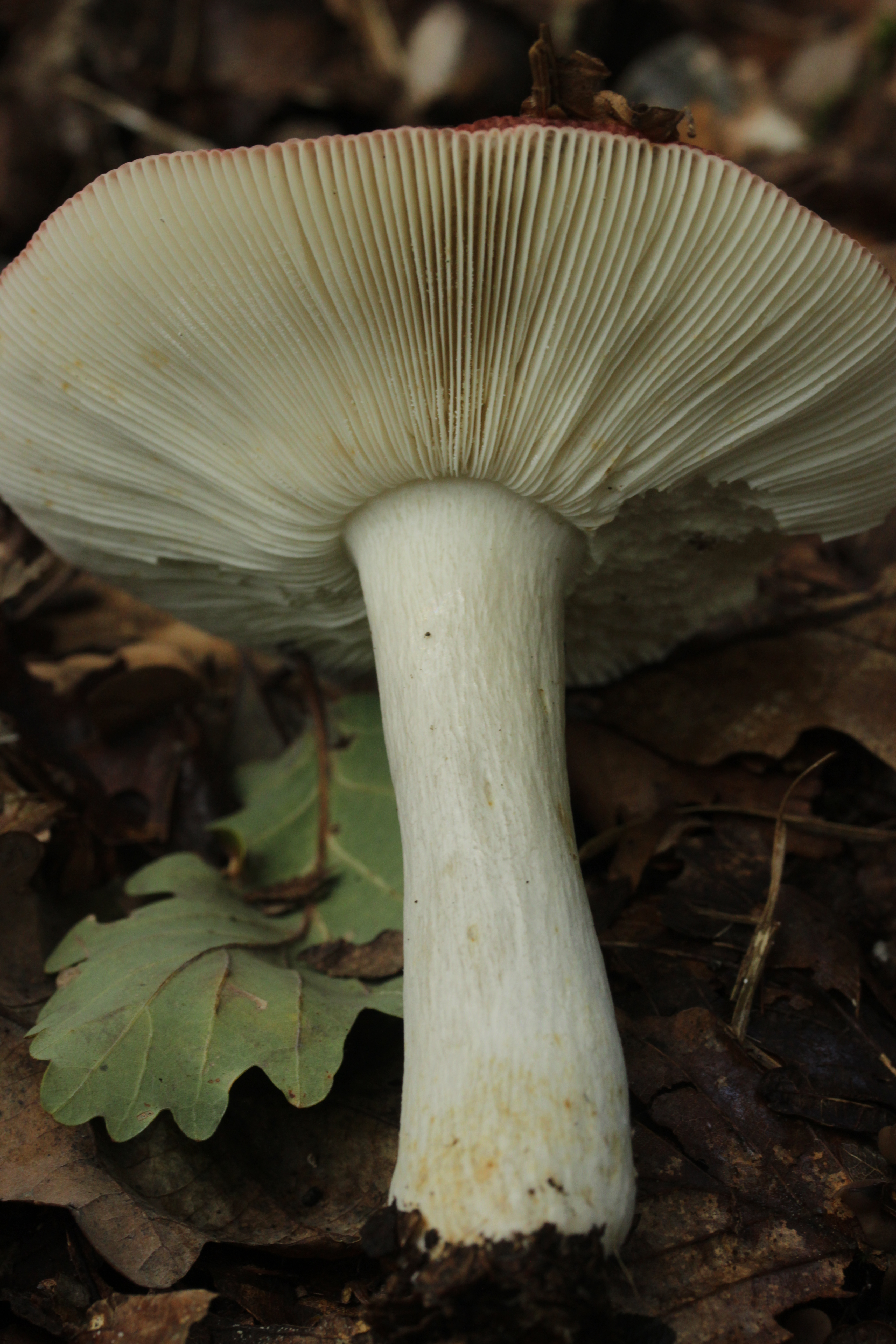
R. atropurpurea, lamele și picior
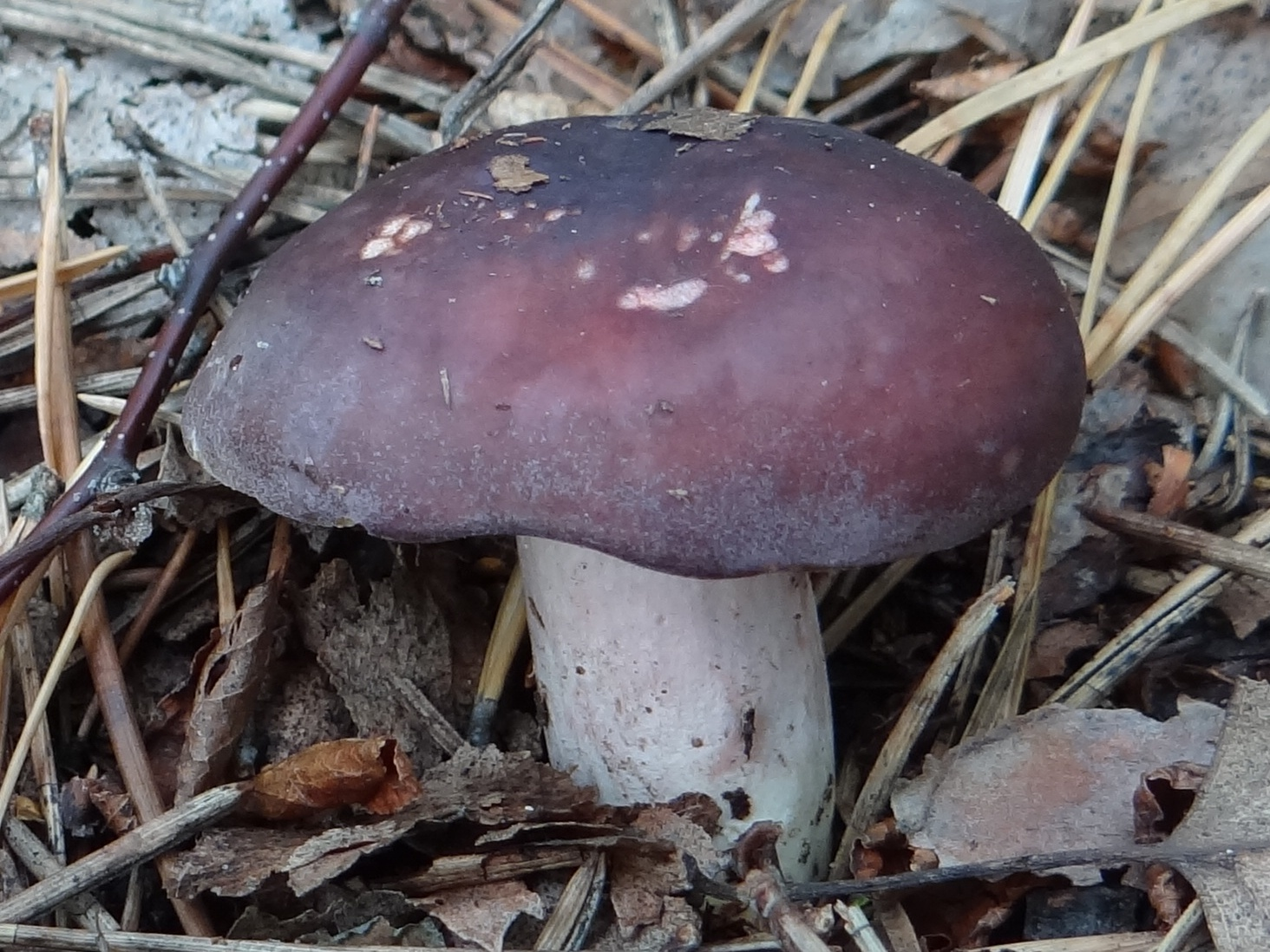
R. atropurpurea mai tânără
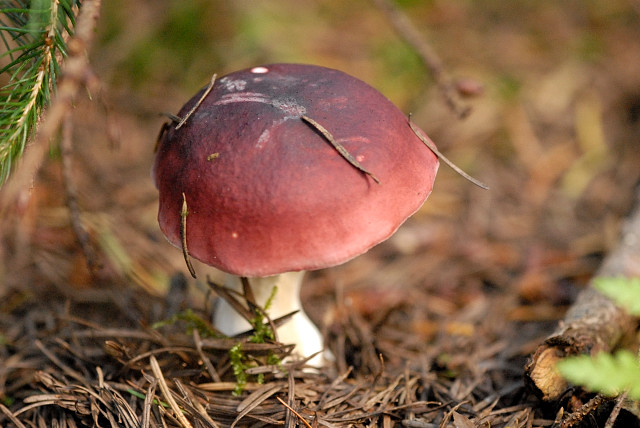
R. atropurpurea cu nuanțe roșiatice

## Confuzii
Russula atropurpurea nu este ușor de recunoscut. La o privire superficială precum în stadiu tânăr, ar putea fi confundată cu Russula cyanoxantha, Russula integra, Russula nauseosa, Russula mustelina, Russula vesca, Russula vinosa sin. Russula obscura (carnea devenind gri la contact cu aerul), precum Russula xerampelina, cu toate gustoase, mai departe cu Russula aeruginea (vinețica porcului), Russula alutacea (lamele galbene), Russula azurea, Russula grisea, (burete de spin, vinețica cenușie) și Russula viscida (cu pete de ocru pe pălărie), toate comestibile, dar de valoare scăzută.
Dar poate fi confundată de asemenea cu ciuperci necomestibile ca de exemplu Russula alnetorum sin. Russula pumila (apoasă și iute), Russula badia sin. Russula friesii, (miroase ca o cutie de țigară ca cedru, la început de gust dulce, după scurt timp însă extrem de iute), Russula queletii, (foarte iute, usturoiară precum otrăvitoare) Russula rubra (miros plăcut, dar foarte iute, lamele de la maturitate galbene), Russula sardonia (lamele galbene, tare lăcrimoase, carne foarte iute și ușor otrăvitoare) sau Russula violacea precum cu toxica Russula fragilis.

## Specii asemănătoare în imagini

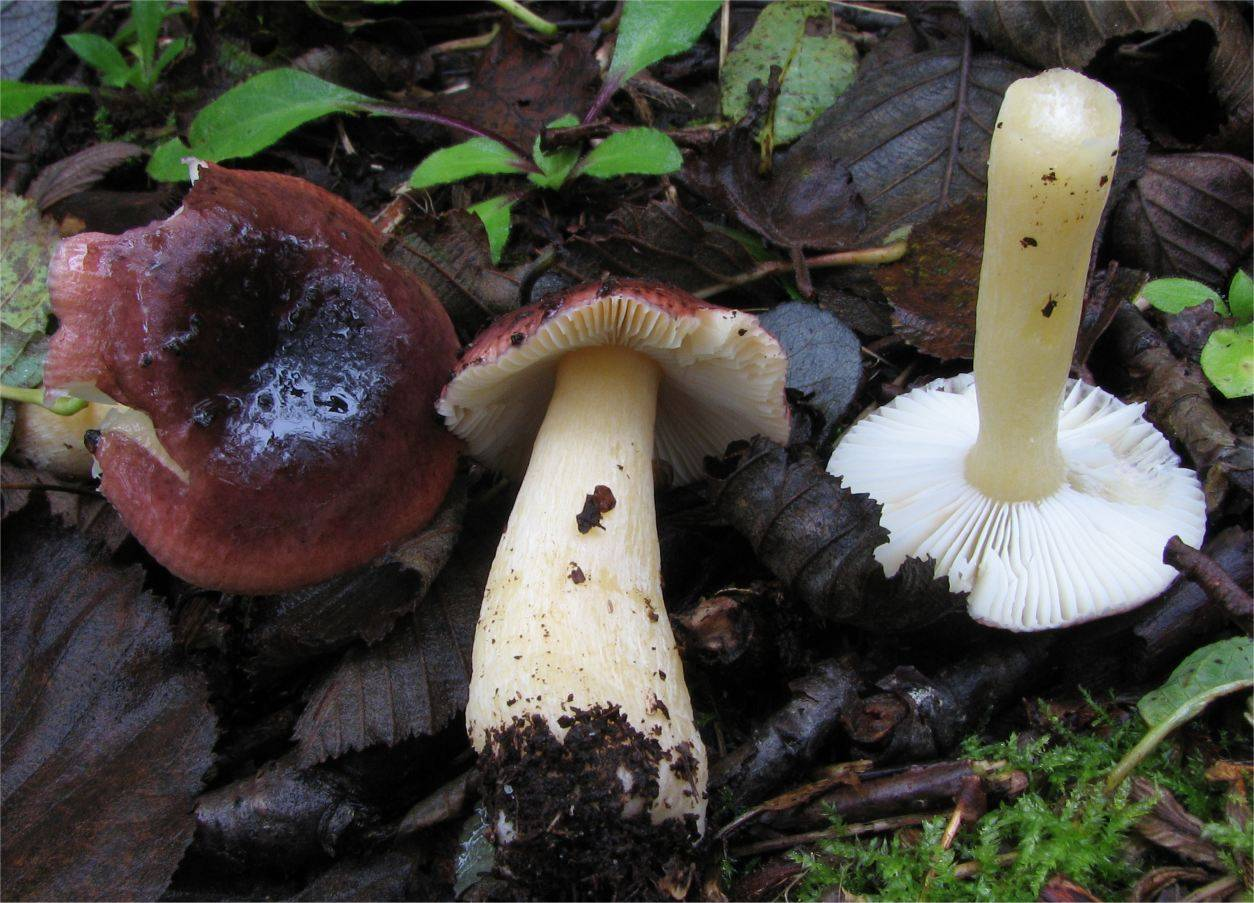
Russula alnetorrum sin. pumila
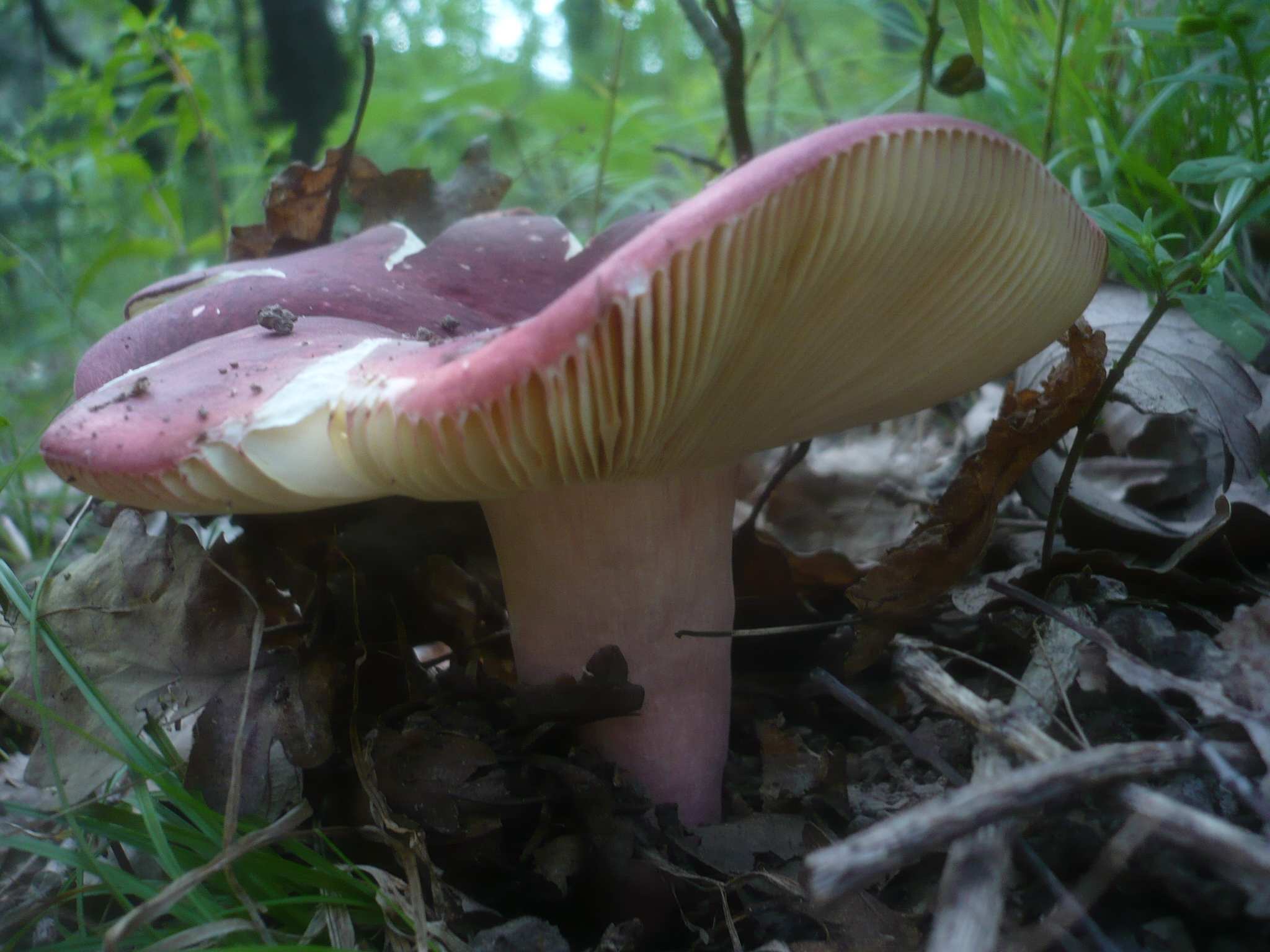
Russula alutacea
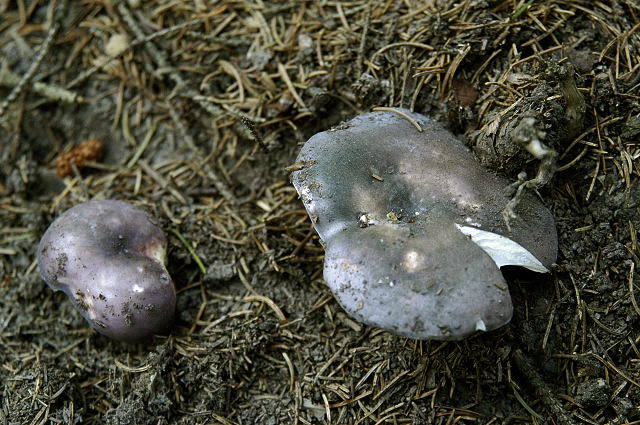
Russula azurea
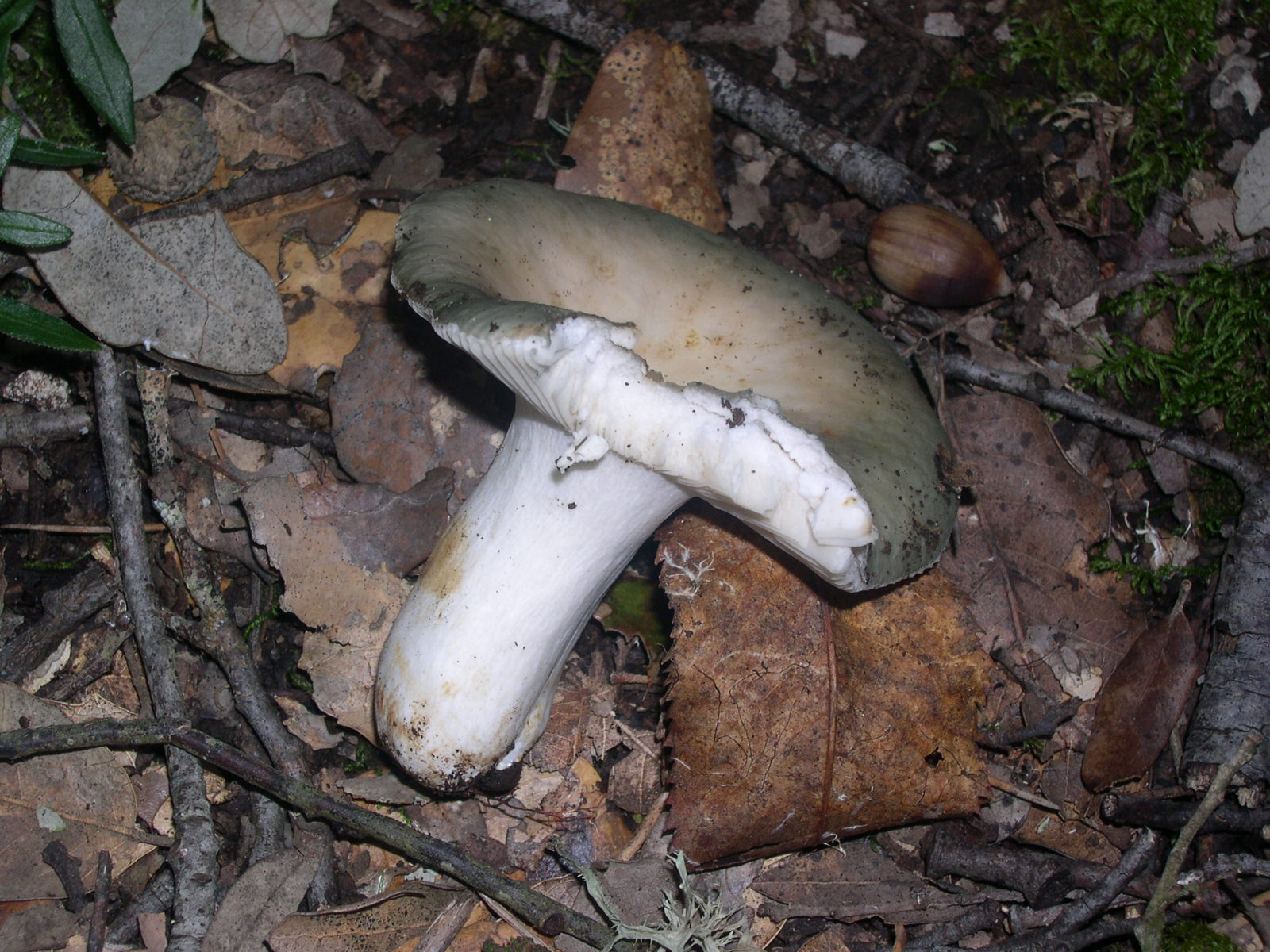
Russula grisea
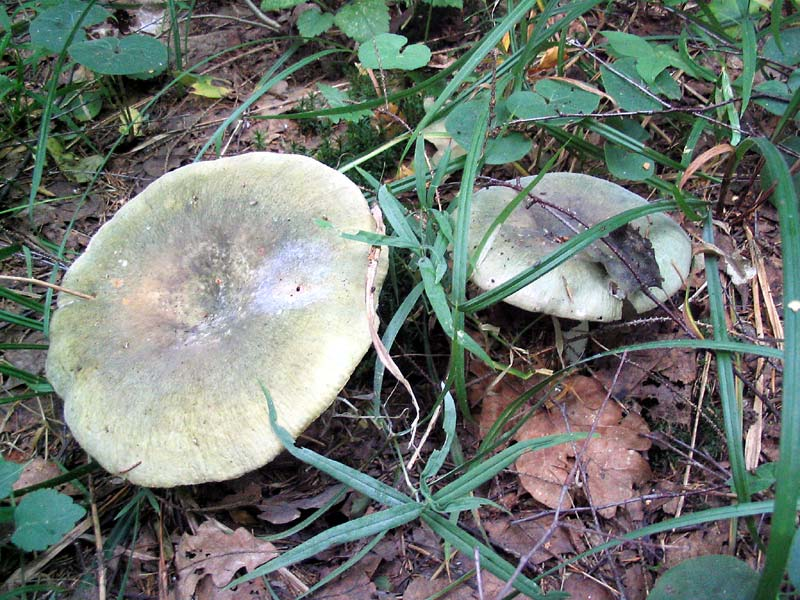
Russula aeruginea
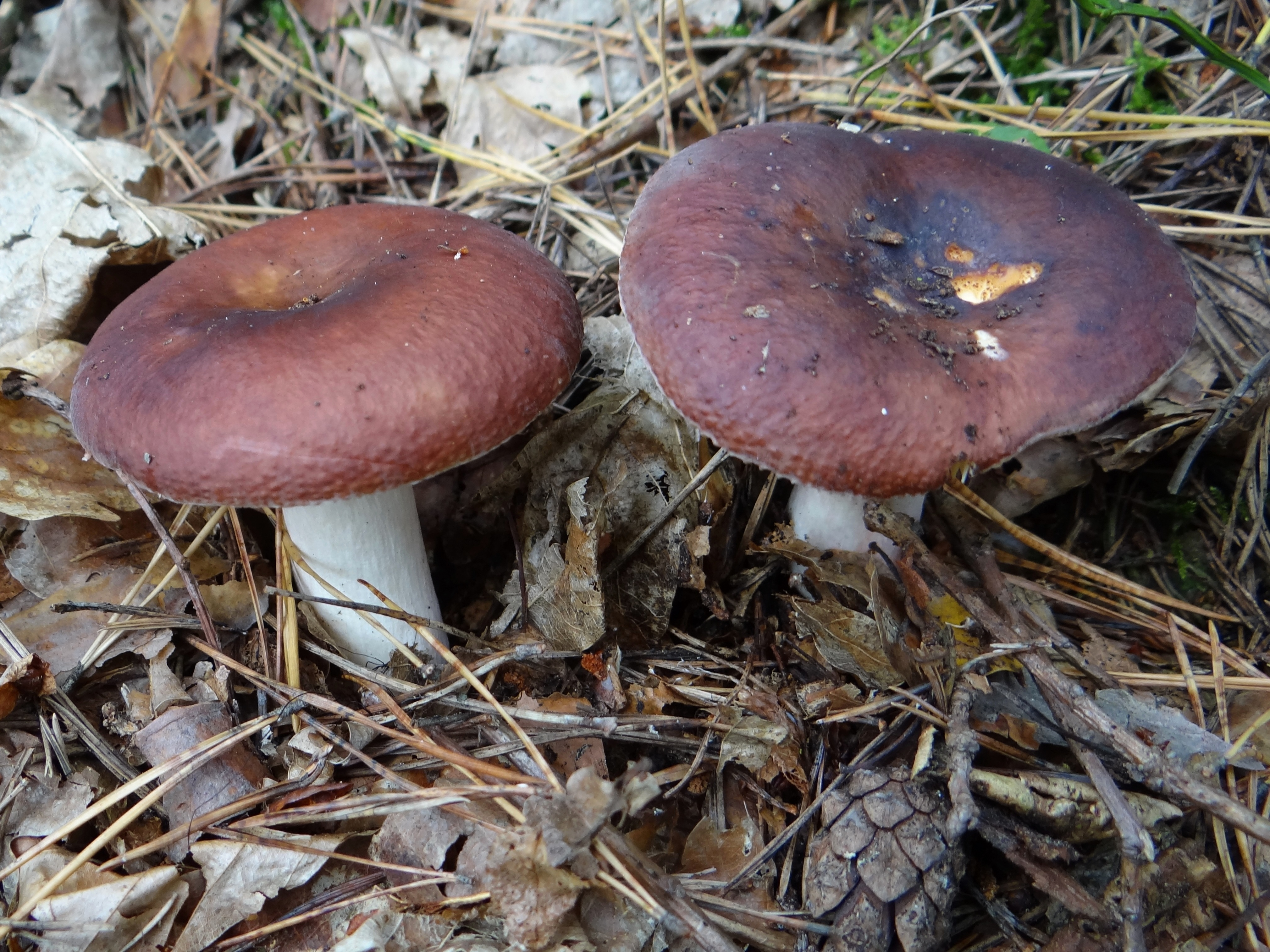
Russula integra
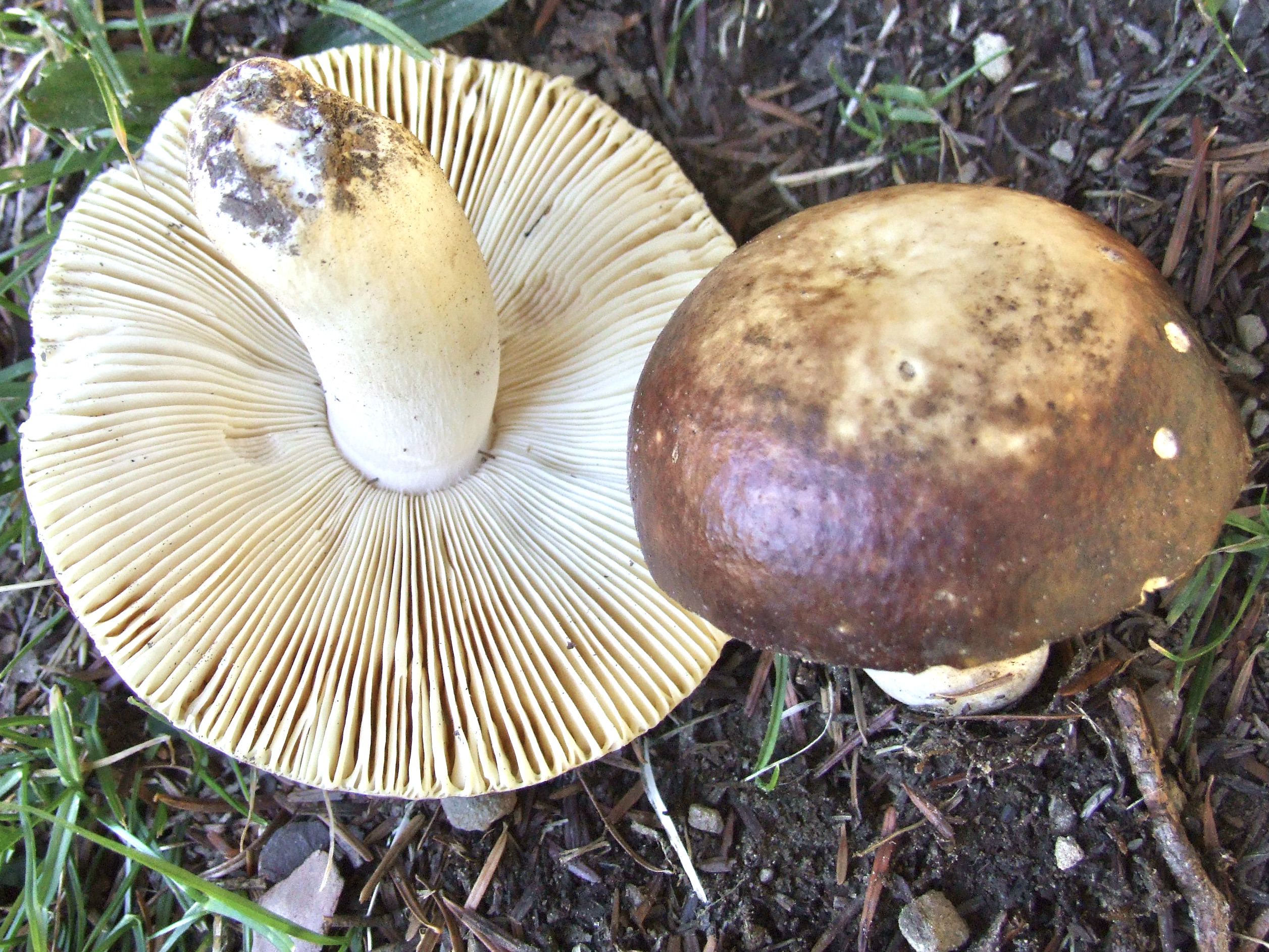
Russula mustelina
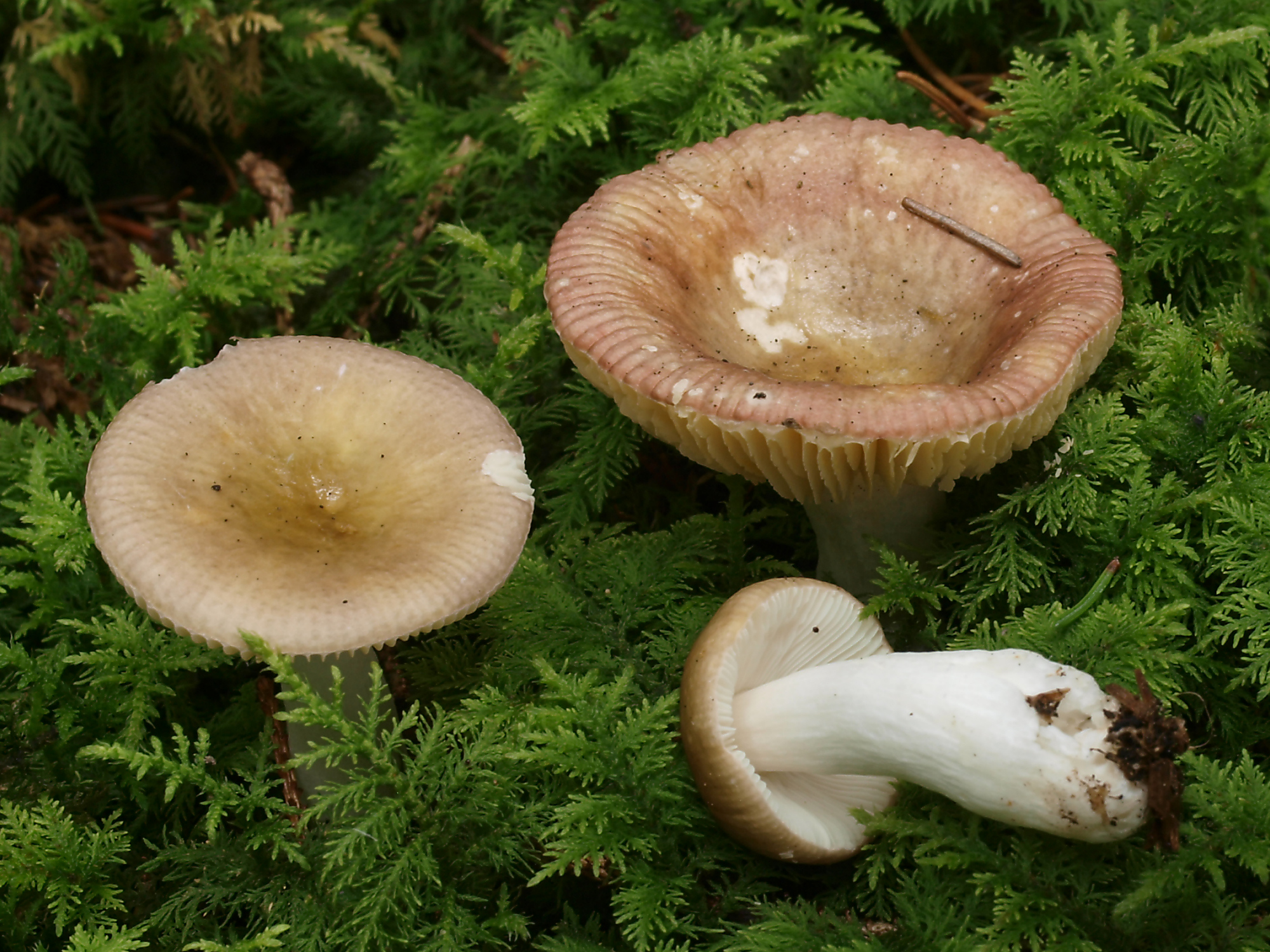
Russula nauseosa

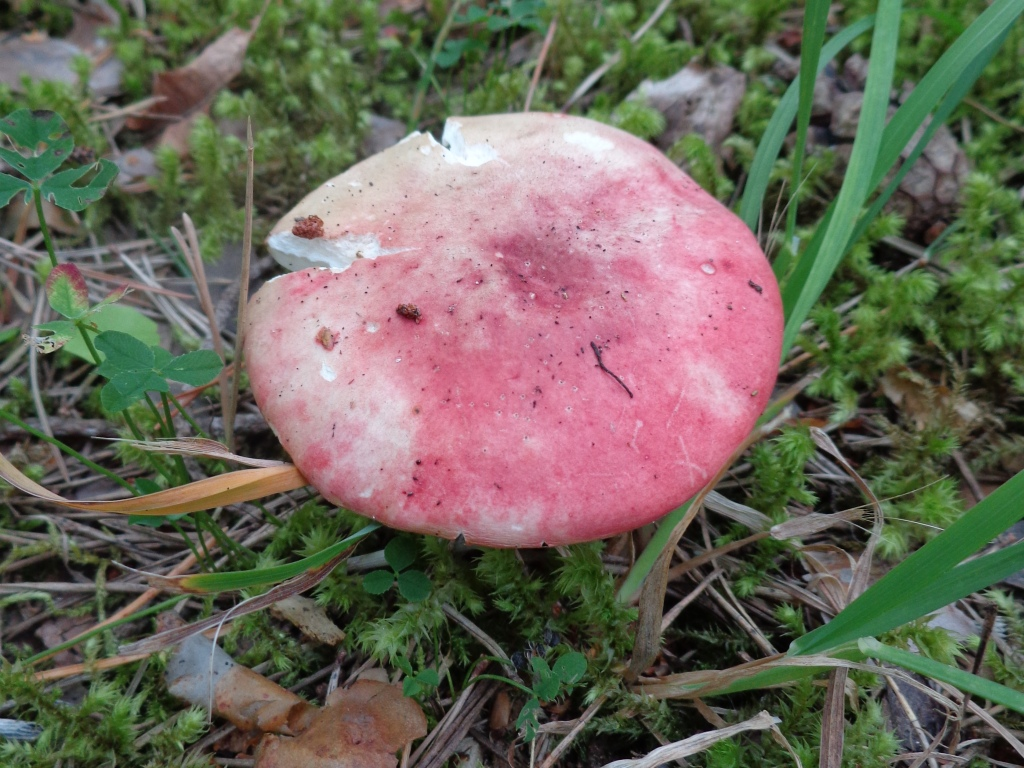
Russula vesca
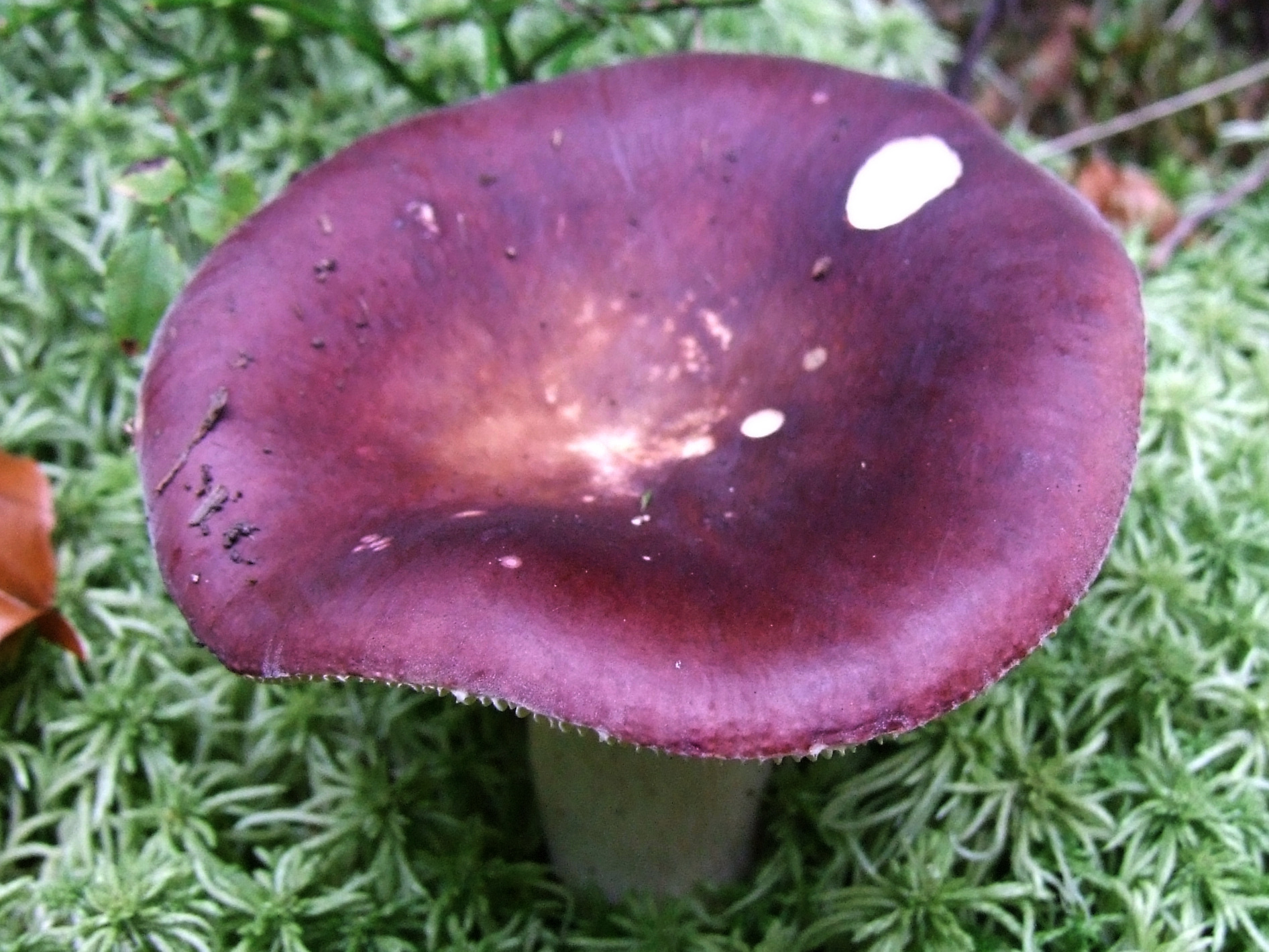
Russula vinosa sin. obscura
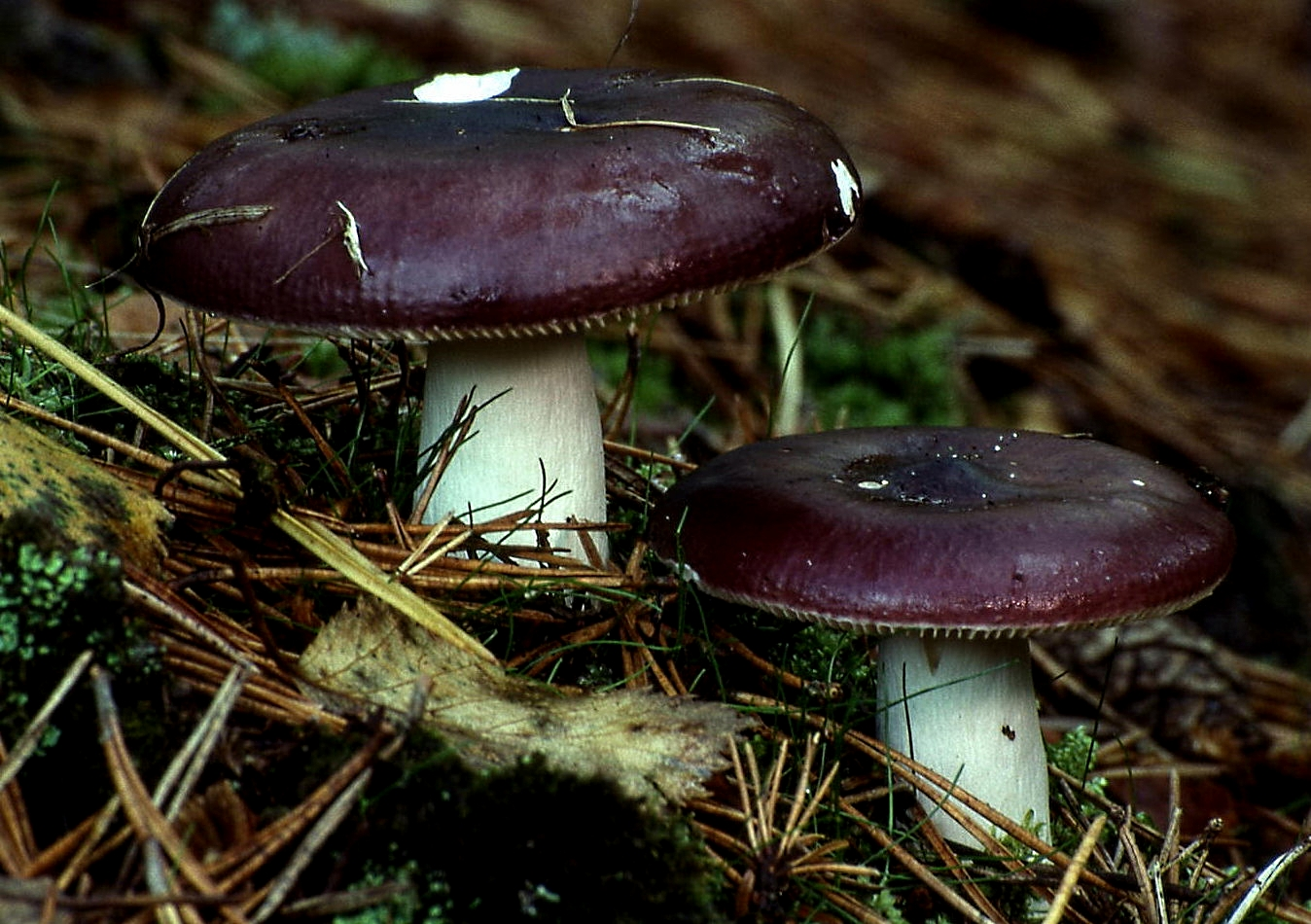
Russula viscida
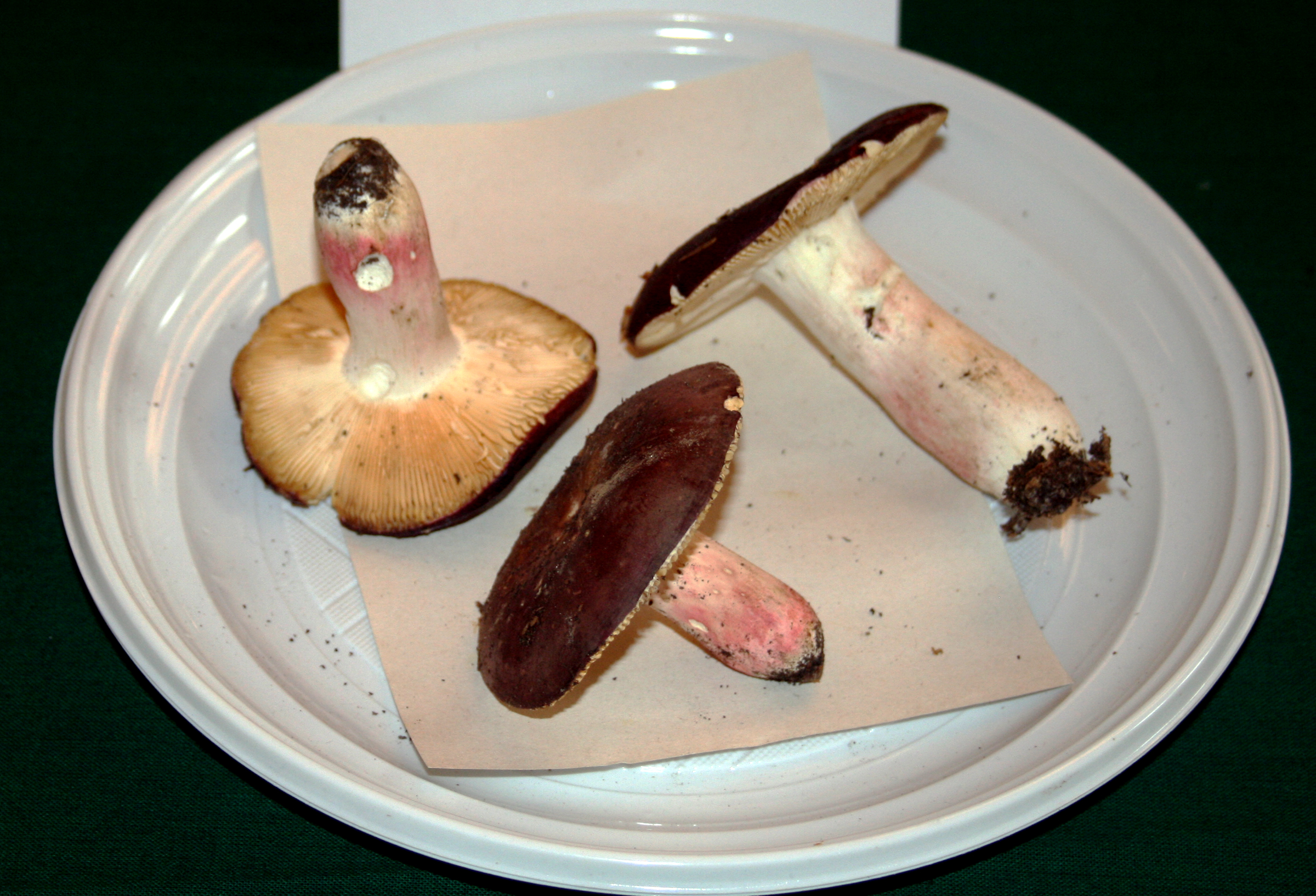
!  Russula badia  !
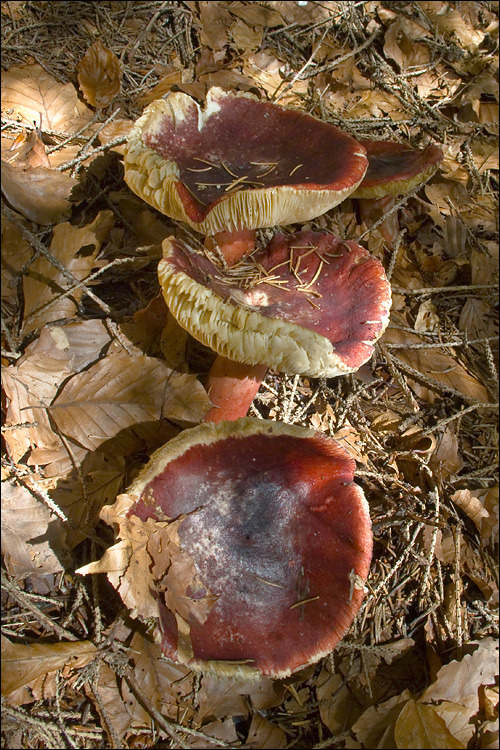
!!  Russula queletii  !!
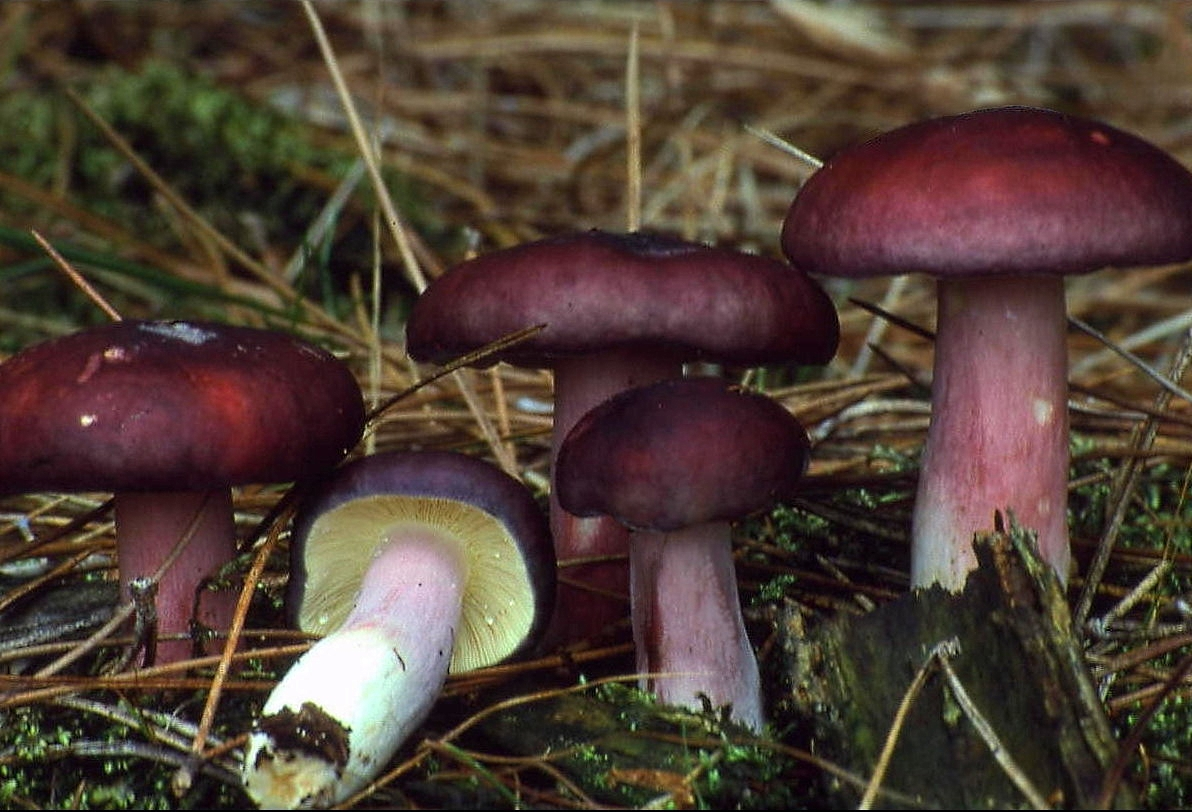
!!  Russula sardonia  !!
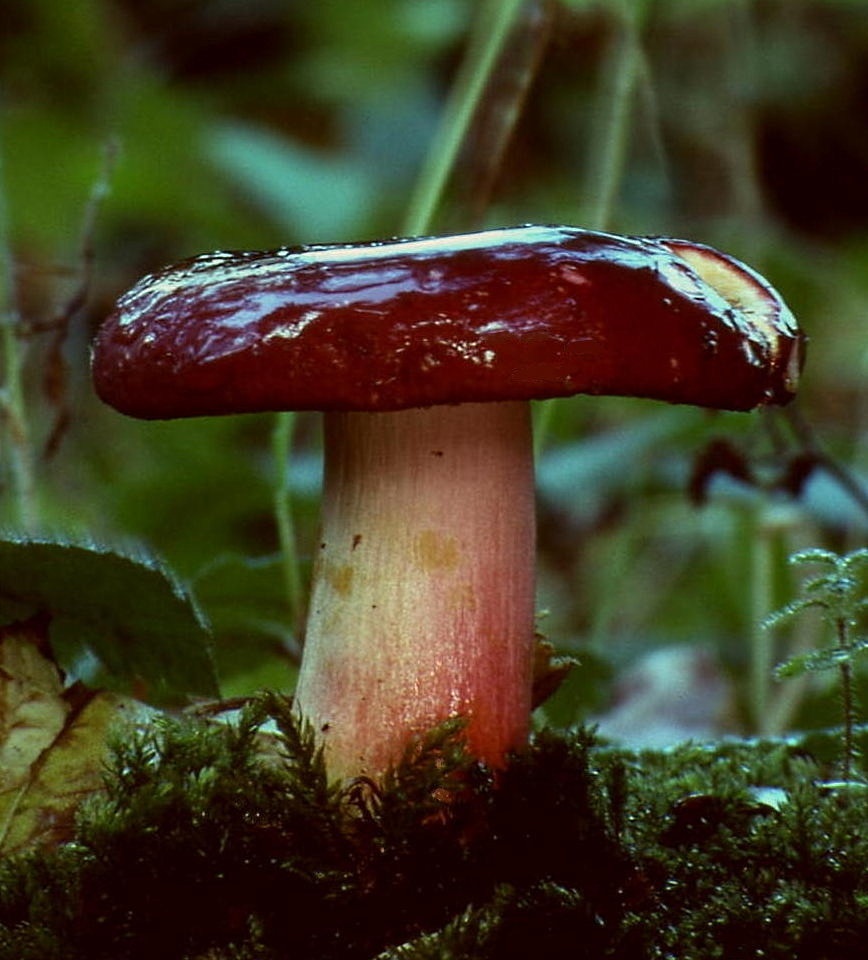
Russula xerampelina

## Valorificare
Oițele se găsește destul de des. Deși comestibilitatea este uneori pusă sub semnul întrebării din cauza gustului (care este numai la început iute), acea este dovedită și ciuperca poate fi mâncată fără îndoială. Este între iuțarii genului cea mai slab iute. Înafara preparării împreună cu alți bureți, de exemplu într-o ciulama, se potrivesc prăjiți ca șașlâc cu slănină sau ca papricaș de ciuperci iute cu ardei roșii, serviți de exemplu cu mămăligă.